# 合作金庫棒球隊
合作金庫棒球隊為台灣業餘棒球隊伍之一，亦是與台灣電力棒球隊同為台灣歷史悠久的兩支業餘球隊。

## 沿革
日治時期台灣的棒球運動開始萌芽，第二次世界大戰期間台灣棒球運動跟著停滯。民國38年初，服務於臺灣省合作金庫的翁海津、張星賢、張江水、周義通等4人發起組織合庫棒球隊，獲得當時擔任合庫理事長的謝東閔、常務理事朱昭陽、總經理林世南及協理謝國城等熱愛棒球運動人士的附議通過。
合庫棒球隊就在只有隊員翁海津、張江水、張星賢、周義通、林煥洲、黃利隆、簡永昌、鄭錦州、黃廷斌、陳棟、呂上達、徐先立、劉榮滄等13人即宣布成軍。因此草創時期，隊中僅有13人。
合庫棒球隊的成立，為台灣帶來了兩個革命性的發展：一是帶動了臺灣土地銀行、第一商業銀行、華南商業銀行、彰化商業銀行、台灣銀行等6家銀行相繼籌組棒球隊，因而成為當年有名的「6行庫對抗賽」；二是6行庫棒球隊的成軍，讓許多生活困苦家庭的小孩有更明確目標，便是靠著棒球進入這6家被視為鐵飯碗的銀行上班。
雖然一開始合庫棒球隊都是行員基於愛好棒球而組隊，但後續仍是不間斷的推動棒球運動，歷經多年來針對選手的招募、培育等，合庫棒球隊的實力倍增，成為國內數一數二的業餘球隊的勁旅。
2009年，中華棒協為了向台灣兩支創立一甲子且孕育無數人才的業餘球隊合庫、台電表達敬意，特別舉辦了3場《台灣南北雙雄棒球對抗賽》，取得兩勝即可獲得金盃，最後由合庫奪下金盃。

## 隊歌
合庫棒球隊隊歌由當時合庫研究室主任張我軍擔任部長及球隊領隊，張我軍並為球隊寫了隊歌，由張慶璋作曲。
| 隊歌 |
| --- |
| 合作健兒，合作健兒，發揮你蜂蟻般合作精神。 奮鬥吧！合作金庫隊。 金庫好漢，金庫好漢，堅持你鋼鐵般合作意志。 前進吧！合作金庫隊。 寶島英雄，寶島英雄，燃燒你的火燄吧！ 合作的熱情奪錦標，萬萬萬萬歲。 |

## 著名球員
- 豐祥瑞（原名：豐自吉）
- 高英傑
- 李來發
- 康明杉
- 陳金鋒
- 彭政閔
- 潘武雄
- 高志綱
- 林智勝
- 石志偉
- 陽建福
- 林瀚
- 吳昇峰
- 林加祐
- 張志豪

## 外部連結
- 合作金庫棒球隊Facerbook
- 合作金庫棒球隊在台灣棒球維基館上的頁面（繁體中文）